# Spargelgewächse
Die Familie der Spargelgewächse (Asparagaceae) gehört in die Ordnung der Spargelartigen (Asparagales) innerhalb der Monokotyledonen. Sie ist weltweit anzutreffen. Die bekannteste Nahrungspflanze ist der Gemüsespargel oder Garten-Spargel (Asparagus officinalis); daneben die Agaven, aus deren Saft Tequila hergestellt wird. Einige Arten sind Zierpflanzen für Parks, Gärten und Räume.

## Beschreibung
Es sind ausdauernde krautige Pflanzen oder verholzende Pflanzen: Sträucher oder Lianen. Bei vielen Arten sind die Laubblätter reduziert und die Stängel übernehmen die Aufgabe der Photosynthese. Die ausdauernden krautigen Arten besitzen Rhizome als Überdauerungsorgane. Wenn Laubblätter vorhanden sind dann sind sie wechselständig, einfach, parallelnervig und ganzrandig. Oft sind die Blätter nur schuppenförmig und häutig. Nebenblätter fehlen.
Die Blüten stehen einzeln oder in ganz unterschiedlich aufgebauten Blütenständen zusammen. Die kleinen, dreizähligen Blüten sind zwittrig oder eingeschlechtig. Wenn die Blüten eingeschlechtig sind, dann können die Pflanzen einhäusig (monözisch) oder zweihäusig (diözisch) getrenntgeschlechtig sein. Es sind sechs gleichgestaltige Blütenhüllblättern vorhanden, ihre Farbe ist grün, weiß, gelb, braun, rötlich, violett oder blau. Es sind zwei Kreise mit je drei Staubblättern vorhanden; sie sind untereinander frei aber mit der Basis der Blütenhüllblätter verwachsen. In den zwittrigen und männlichen Blüten sind alle Staubblätter fertil. Die weiblichen Blüten besitzen Staminodien und Septalnektarien. Drei Fruchtblätter sind zu einem oberständigen Fruchtknoten verwachsen. Der Griffel ist höchstens so lang wie der Fruchtknoten. Es werden Beeren gebildet, zum Teil auch Kapseln (z. B. bei Eriospermum).

## Systematik
Die molekulargenetischen Untersuchungen in den letzten gut zehn Jahren haben dazu geführt, dass die Familiengrenzen innerhalb der Ordnung der Spargelartigen (Asparagales) sich stark verschoben haben. Die Spargelgewächse (Asparagaceae s. l.) enthalten nun die Taxa der ehemaligen Familien Agavaceae, Aphyllanthaceae, Hyazinthengewächse (Hyacinthaceae), Laxmanniaceae, Mäusedorngewächse (Ruscaceae) und Themidaceae. Der Name Asparagaceae wurde 1789 von Antoine Laurent de Jussieu in Genera Plantarum auf Seite 40 veröffentlicht. Typusgattung ist Asparagus L.
Aufgrund der Regeln des Internationalen Code der Botanischen Nomenklatur (ICBN) konnten die Familiennamen teilweise nicht für die Unterfamilien übernommen werden. So konnten die Hyazinthengewächse, also die bisherigen Hyacinthaceae, nicht in „Hyacinthoideae“ umbenannt werden, weil der ältere, wenn auch ungewohnte Name Scilloideae Priorität hat.
Die Familie der Spargelgewächse (Asparagaceae) enthält sieben Unterfamilien mit etwa 150 Gattungen und etwa 2500 Arten: 

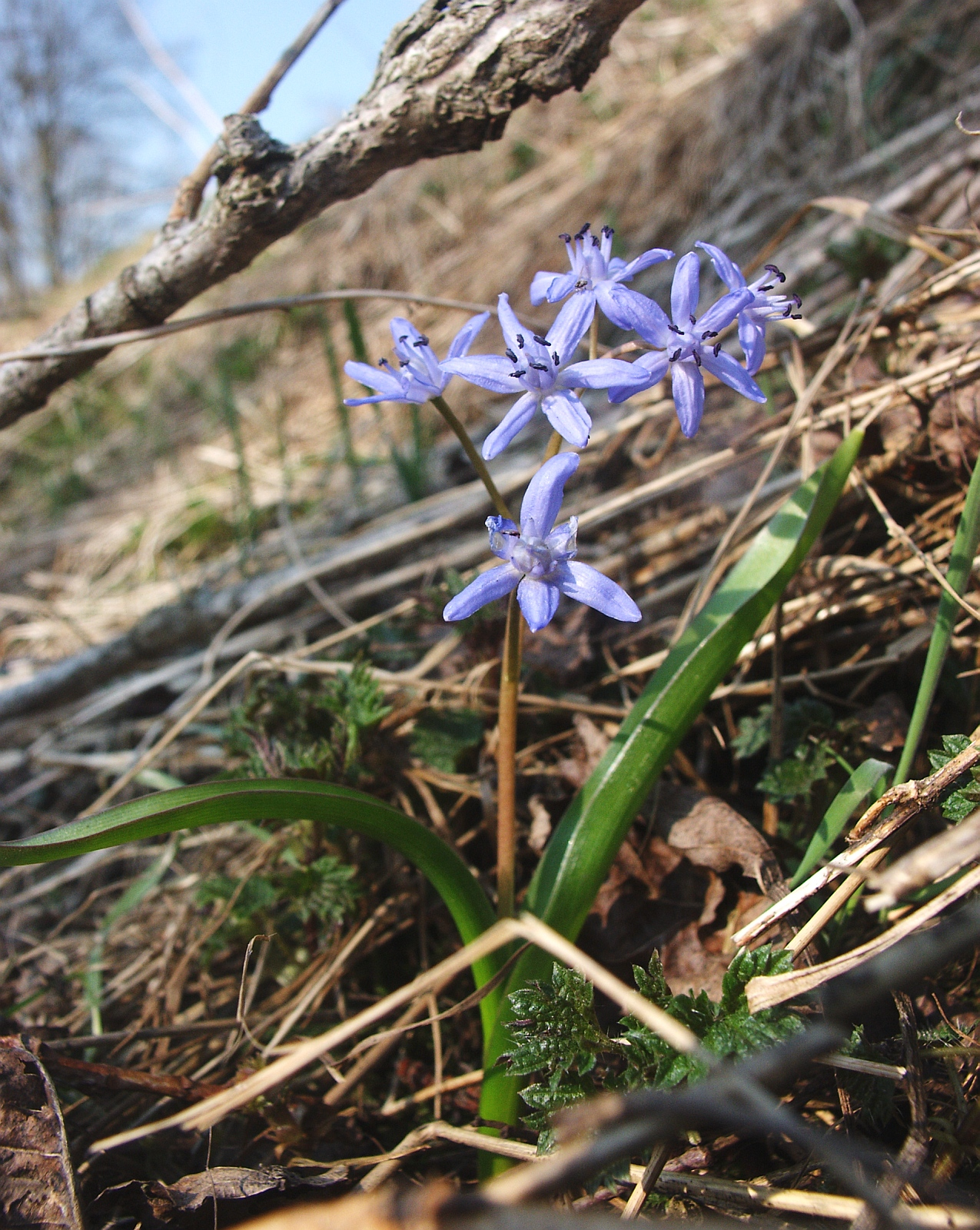
Scilla bifolia

- Aphyllanthoideae Lindl.: Sie enthält nur eine Art:
  - Binsenlilie (Aphyllanthes monspeliensis L.): Sie ist im Mittelmeerraum verbreitet.
- Brodiaeoideae Traub: Sie enthält zehn bis zwölf Gattungen.
- Scilloideae Burnett: Sie enthält vier Tribus mit zahlreichen Gattungen.
- Agavoideae Herb.: Sie enthält etwa 18 Gattungen.
- Lomandroideae Thorne & Reveal: Sie enthält 14 bis 15 Gattungen.
- Asparagoideae Burmeist.: Sie enthält nur zwei Gattungen mit etwa 225 Arten.
- Nolinoideae Burnett: Sie enthält 24 bis 30 Gattungen.

## Belege